# Francisco Salinas Fernández
Francisco Salinas Fernández, més conegut com a Patxi Salinas (Bilbao, Biscaia, 17 de novembre de 1963) és un futbolista basc ja retirat, i posteriorment entrenador de futbol.
Va créixer al costat del seu germà, el també futbolista Julio Salinas, al barri bilbaí de San Adrian. Des de categories inferiors va jugar com a defensa. Després de debutar amb l'Athletic Club en primera divisió va guanyar dues lligues (1982-83, 1983-84) i una Copa del Rei (1984)
Com a entrenador ha dirigit al Porriño, de la Tercera gallega, la Gramenet, el Sant Andreu o el Rápido de Bouzas.
El 2008 va participar en el concurs de telerrealitat Supervivientes, emès per Telecinco.

## Trajectòria esportiva
- Athletic Club (1982 - 1992) (193 partits - 4 gols)
- Celta de Vigo (1992 - 1998) (239 partits - 7 gols)